# Torrespaña (RTVE)
Torrespaña es el nombre del centro de emisión e informativos de RTVE, junto a la torre de comunicaciones del mismo nombre. Allí se producen los telediarios y los programas informativos de los canales públicos españoles La 1, La 2 y 24 Horas. La división de Medios Interactivos de RTVE (iRTVE) tiene también su sede en este complejo.

## Historia
El complejo de edificios y la torre de comunicaciones comenzó a levantarse el 17 de febrero de 1981, terminándose en trece meses. Los reyes de España inauguraron el complejo el 7 de junio de 1982, justo a punto para utilizar la torre durante la Copa Mundial de Fútbol de 1982. Emilio Fernández Martínez de Velasco fue el encargado del proyecto, que se ubicó en una parcela de más de 22.000 metros cuadrados en el centro de Madrid. Fue tras el fin del mundial de fútbol cuando los servicios informativos de TVE se mudaron a los edificios de oficinas construidos junto a la torre. Anteriormente, los servicios informativos se habían alojado en los sótanos de la Casa de la Radio. En el complejo de edificios había tres nuevos platós de hasta 280 metros cuadrados, un control central de informativos, laboratorios, redacción, archivo y garajes para las unidades móviles.

## Proyecto abortado de nueva sede
El 21 de marzo de 2007, la Corporación RTVE anunció que planeaba desprenderse de Prado del Rey, los Estudios Buñuel y Torrespaña, para construir una nueva sede única en Madrid.
El 18 de julio de 2010 se aprobó la construcción de la nueva sede en la finca de Retamares (Pozuelo de Alarcón, Madrid), que se iba a adquirir al Ministerio de Defensa. Estas instalaciones iban a ser un "remate" del actual Ciudad de la Imagen, hogar de varias corporaciones audiovisuales. No obstante, la crisis económica abortó el proyecto en diciembre del mismo año, y RTVE decidió conservar las sedes antiguas, incluida Prado del Rey, reemplazando el proyecto de mudanza por uno de modernización y reestructuración de las sedes ya existentes.